# Албанці в Чорногорії

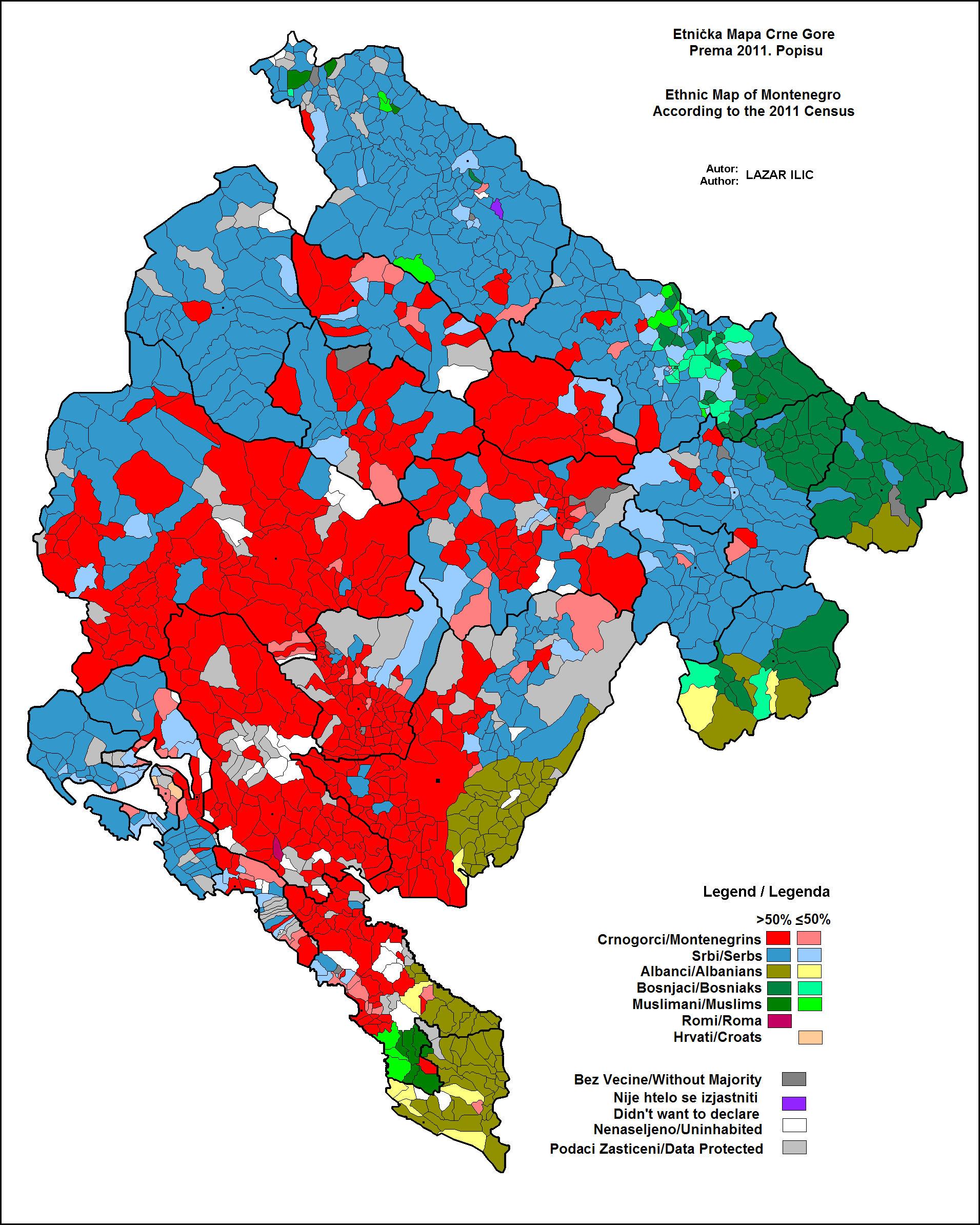
Переважаючі етнічні групи у розрізі муніципалітетів Чорногорії, 2011

Албанці є найбільшою неслов'янською національною меншиною республіки Чорногорія і фактично єдиною, чия мова разюче відрізняється від сербохорватської. Албанці традиційно проживають на півдні країни уздовж кордону з республікою Албанія. Серед чорногорських албанців переважають мусульмани (74 %), значна кількість католиків (26 %), православ'я практично не відзначається.
За переписом 2003 року у Чорногорії проживало 31 163 албанця (5,03 %). Як і у Північної Македонії, албанці Чорногорії у більшості своїй сповідують іслам (73,37 %), проте на відміну від македонських албанців, показники природного руху чорногорських демонструють негативну динаміку, що пояснюється їх активнішою еміграцією до більш розвинених країни ЄС та Північної Америки: за переписом 2011 албанцями себе назвали вже тільки 30 439 громадянина країни або 4,91 %. Зокрема, албанську вказали рідною мовою 32 671 людини або 5,27 % населення.
Албанці у Чорногорії переважно підтримують інтеграцію країни до ЄС і мають антиюгославські погляди: під час референдуму 2006 року у муніципалітеті Ульцинь, де албанці на той момент становили понад 72 % населення, 88,50 % виборців проголосували за незалежність Чорногорії. Загалом, саме голоси албанської меншини забезпечили країні вихід зі складу союзної держави Сербія та Чорногорія.
Проте станом на 2011–2012 роки, албанці досі залишаються однією з найпроблемніших меншин Чорногорії: найбільш серйозною проблемою в їх середовищі залишається високе безробіття (навіть у близьких до столиці країни регіонах, таких як переважно албанське м. Тузі), яке частково викликано дискримінацією на ринку праці, особливо у держсекторі, де лише 2,8 % є етнічними албанцями.

Картографічний матеріал
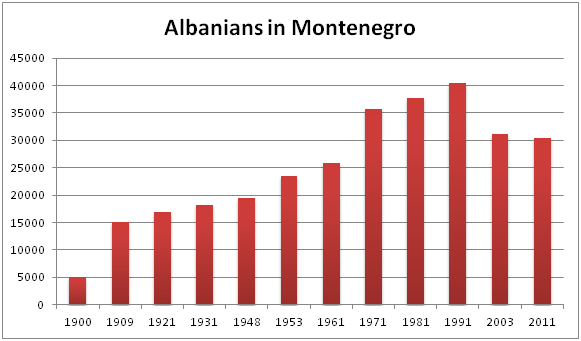
Динаміка чисельності албанців в Чорногорії з 1921 по 2011, перепис.
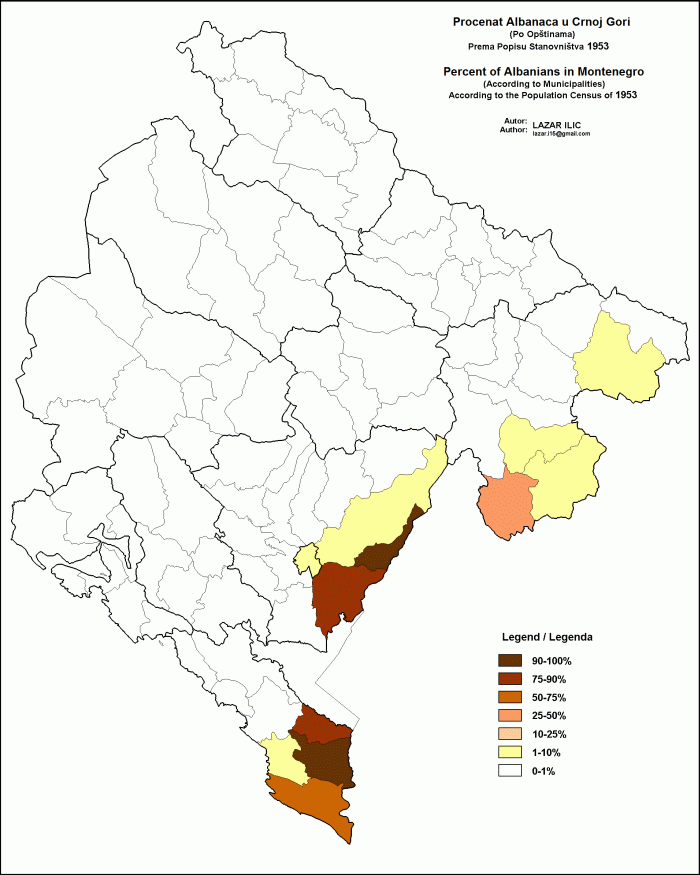
Розселення албанців по муніципалітетах, %, 1953.
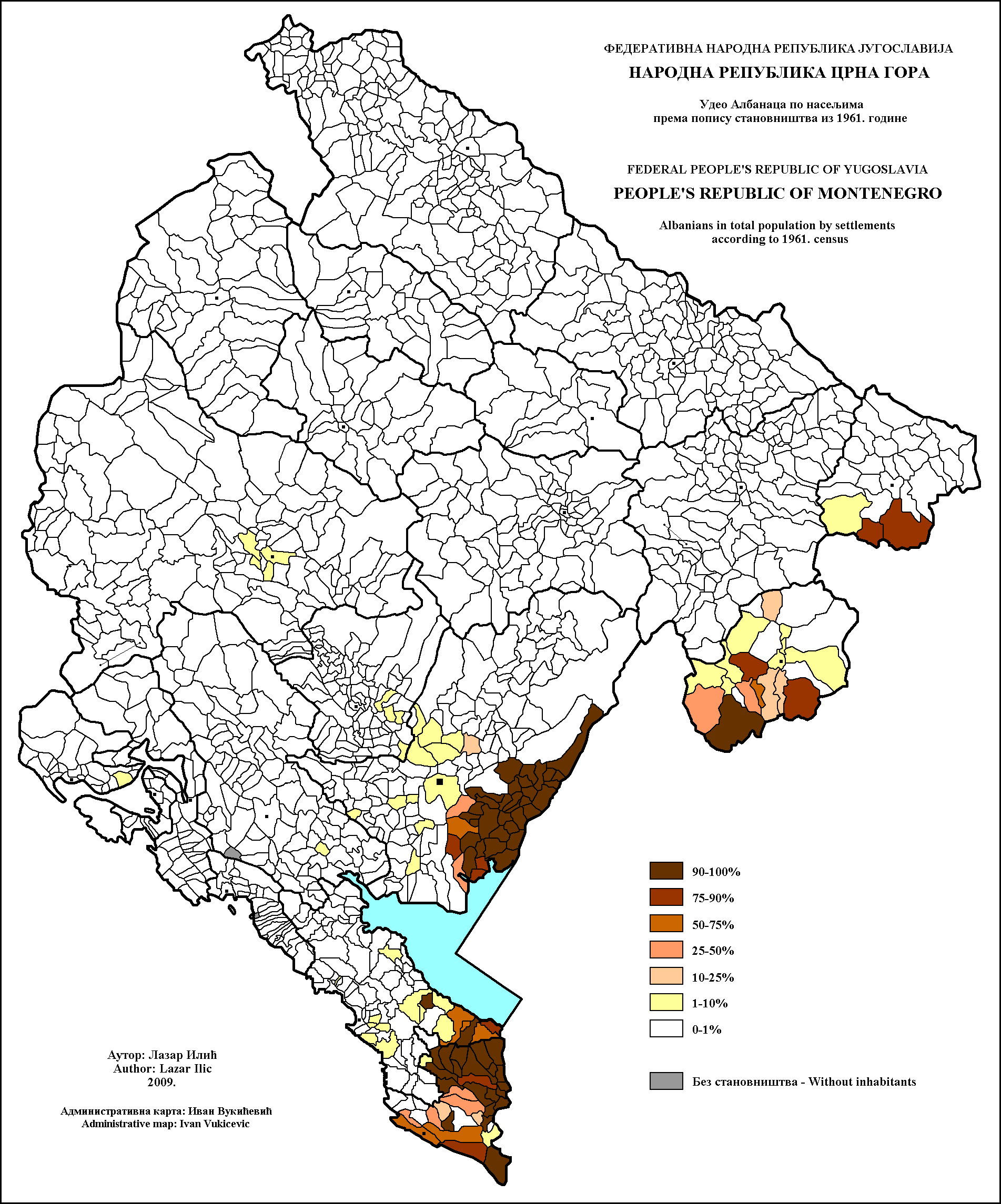
Розселення албанців по муніципалітетам, %, 1961, перепис.
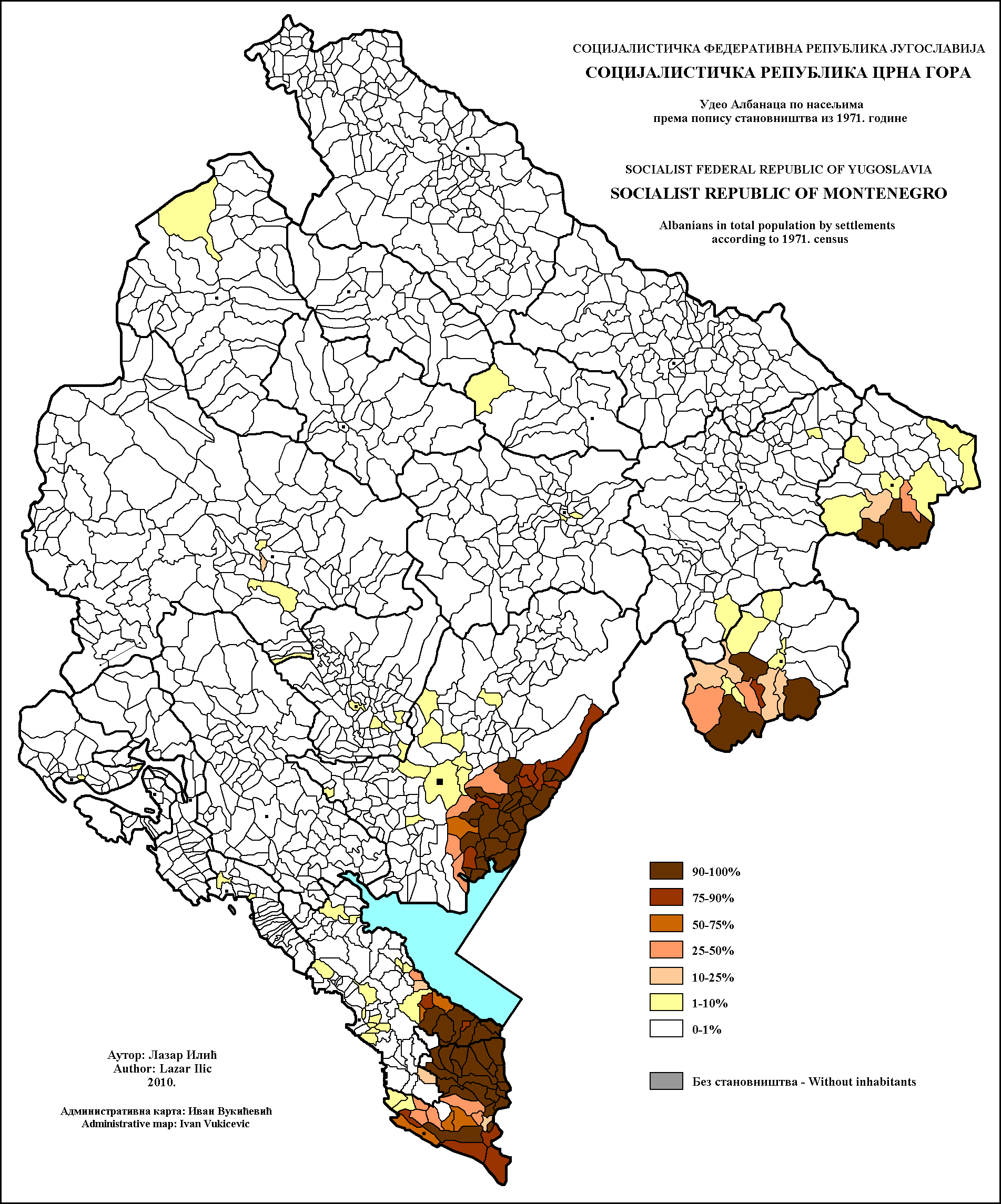
Розселення албанців по муніципалітетах, %, 1971, перепис.
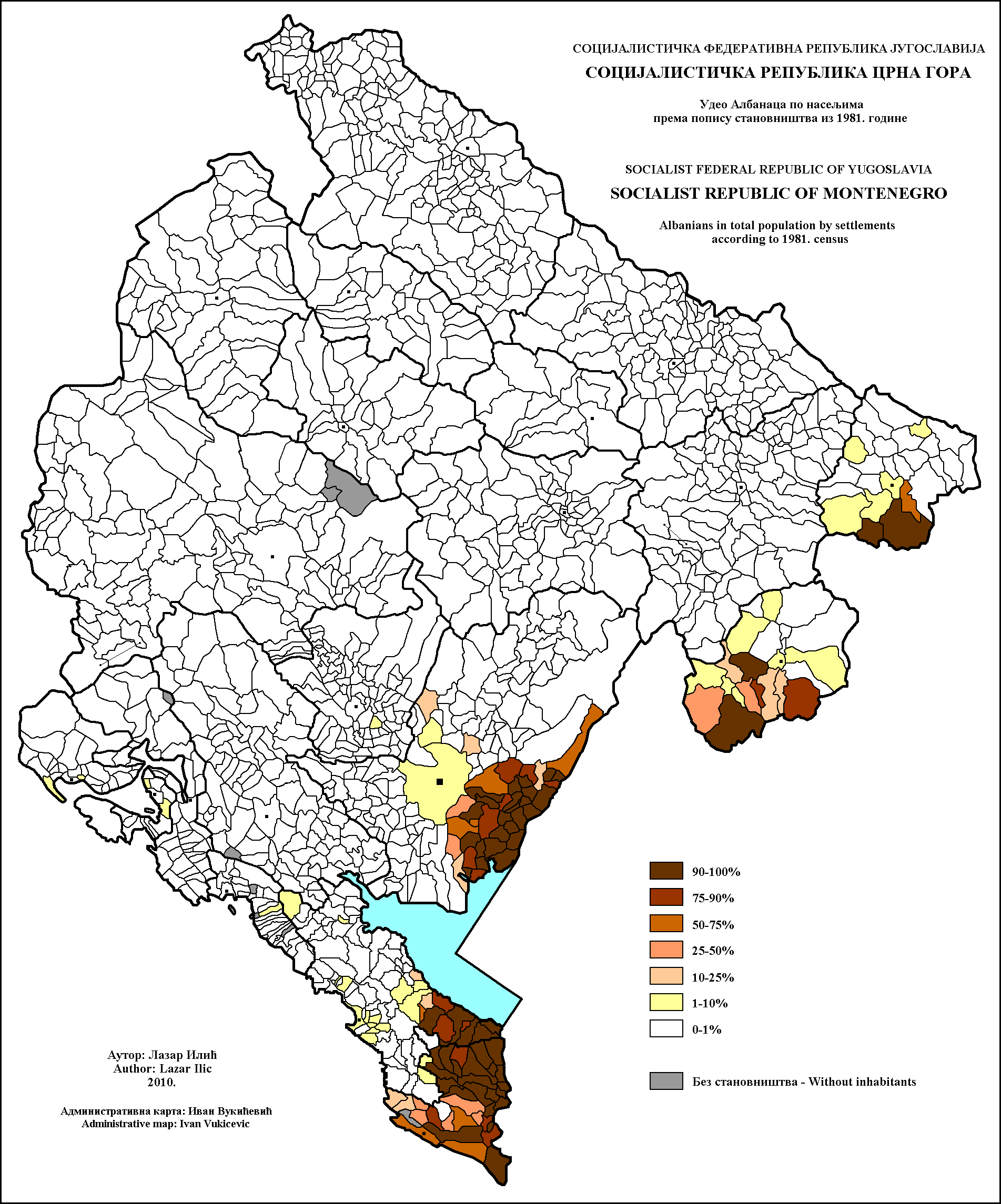
Розселення албанців по муніципалітетах, %, 1981, перепис.
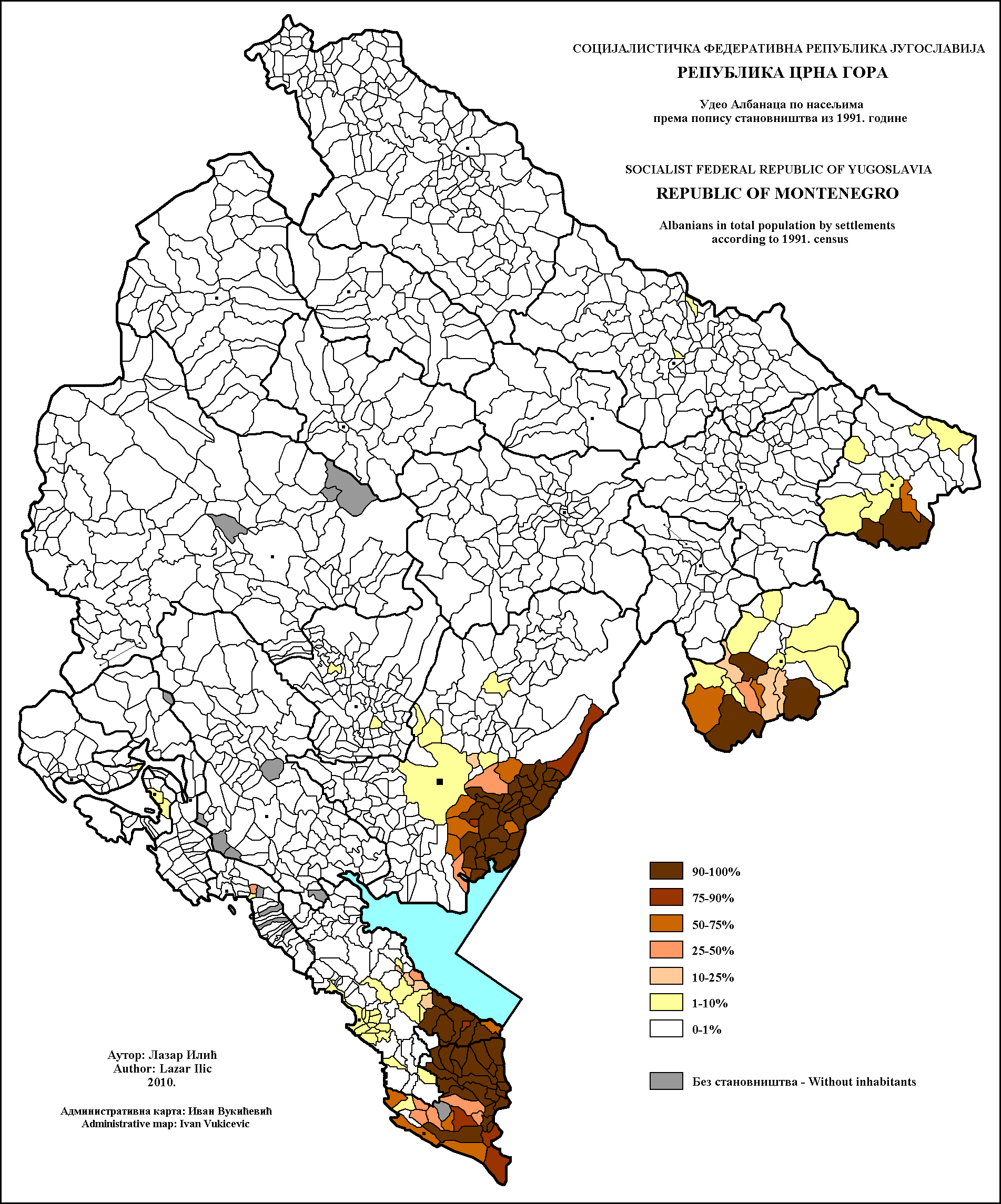
Розселення албанців по муніципалітетах, %, 1991, перепис.
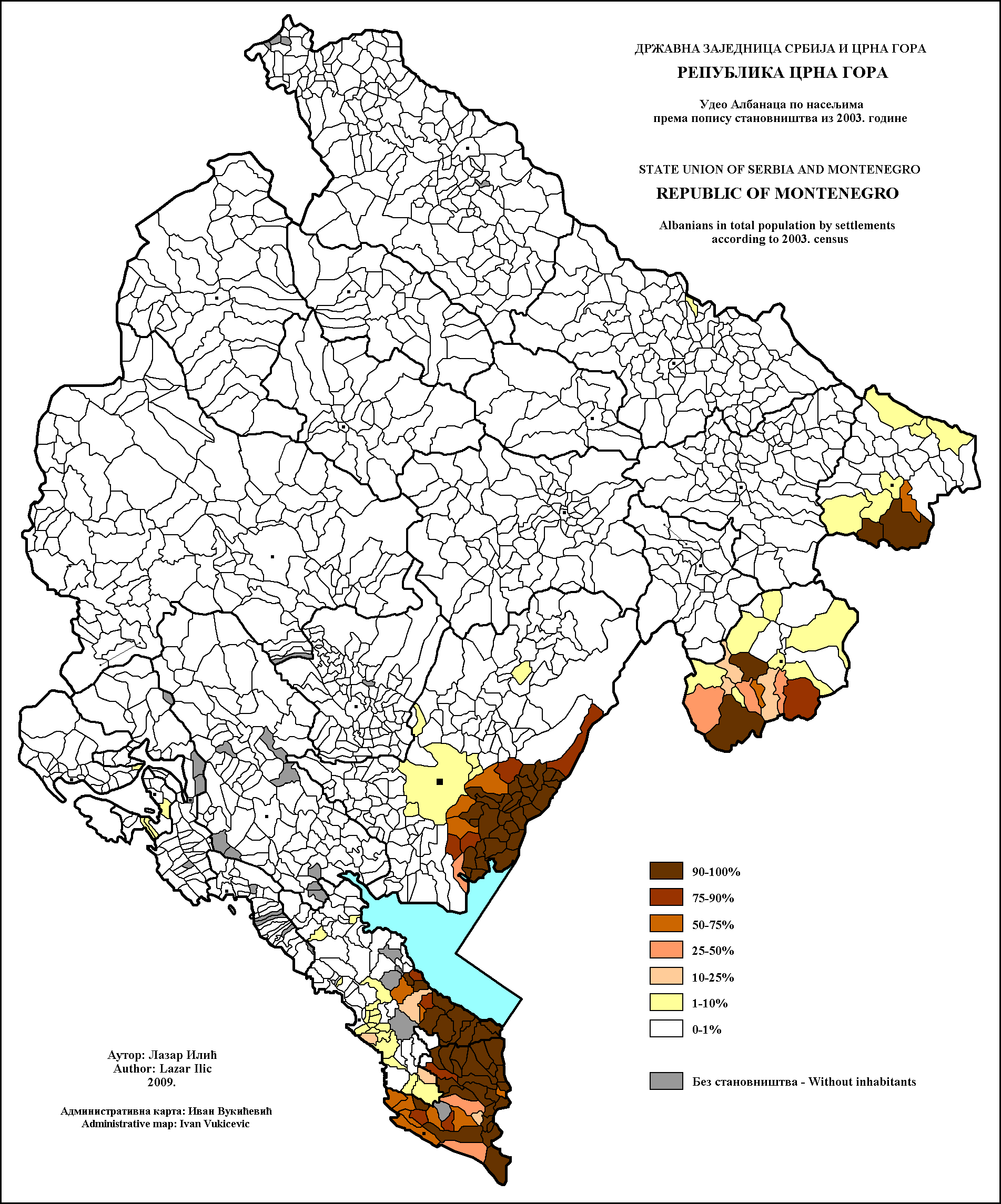
Розселення албанців по муніципалітетах, %, 2003, перепис.
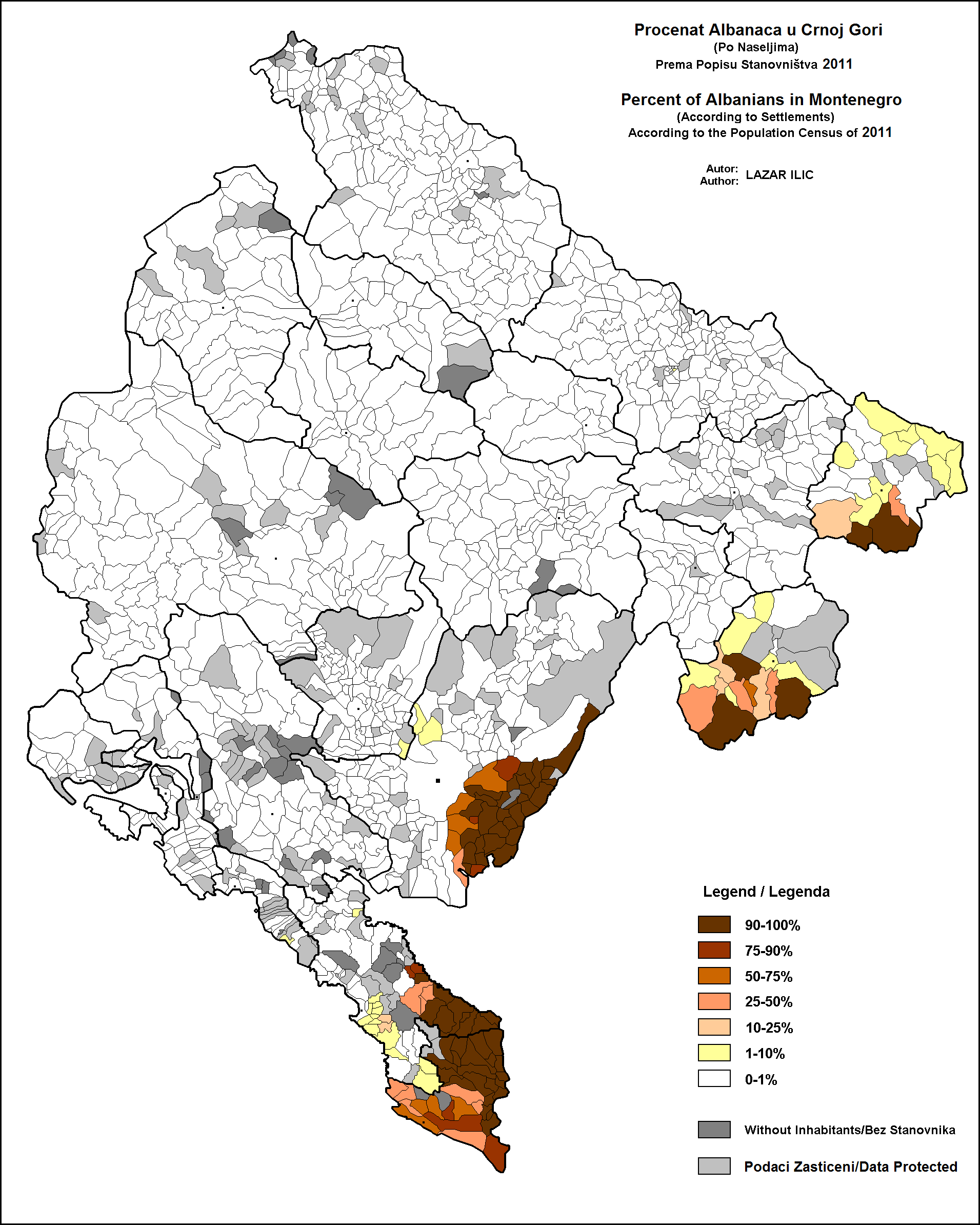
Розселення албанців по муніципалітетах, %, 2011, перепис.